# Toxeumelloides
Toxeumelloides är ett släkte av steklar. Toxeumelloides ingår i familjen puppglanssteklar.
Kladogram enligt Catalogue of Life:
| Toxeumelloides | \| \| Toxeumelloides cavigena \| \| \| \| \| \| Toxeumelloides pacificus \| \| \| \| |
|                | \| \| Toxeumelloides cavigena \| \| \| \| \| \| Toxeumelloides pacificus \| \| \| \| |
|                | Toxeumelloides cavigena                                                              |
|                |                                                                                      |
|                | Toxeumelloides pacificus                                                             |
|                |                                                                                      |